# Copa Mundial de fútbol sala de la FIFA 2000
La IV Copa Mundial de fútbol sala de la FIFA de 2000 tuvo lugar entre el 18 de noviembre y el 3 de diciembre en Guatemala. Fue la cuarta edición de este campeonato mundial.
España ganó el torneo derrotando a Brasil en la final y acabando así con una racha de 3 copas mundiales consecutivas, La mascota oficial fue el quetzal, animal que aparece en el escudo y es el nombre de la moneda del país.

## Sedes
Para el torneo fueron habilitados dos estadios, ambos ubicados en la Ciudad de Guatemala, capital del país.
| Guatemala           | Guatemala                        | Guatemala           |
| Ciudad de Guatemala | Ciudad de Guatemala              | Ciudad de Guatemala |
| ------------------- | -------------------------------- | ------------------- |
| Domo Polideportivo  | Gimnasio Teodoro Palacios Flores | Ciudad de Guatemala |
| Capacidad: 8.000    | Capacidad: 3.500                 | Ciudad de Guatemala |
|                     |                                  | Ciudad de Guatemala |

## Primera ronda

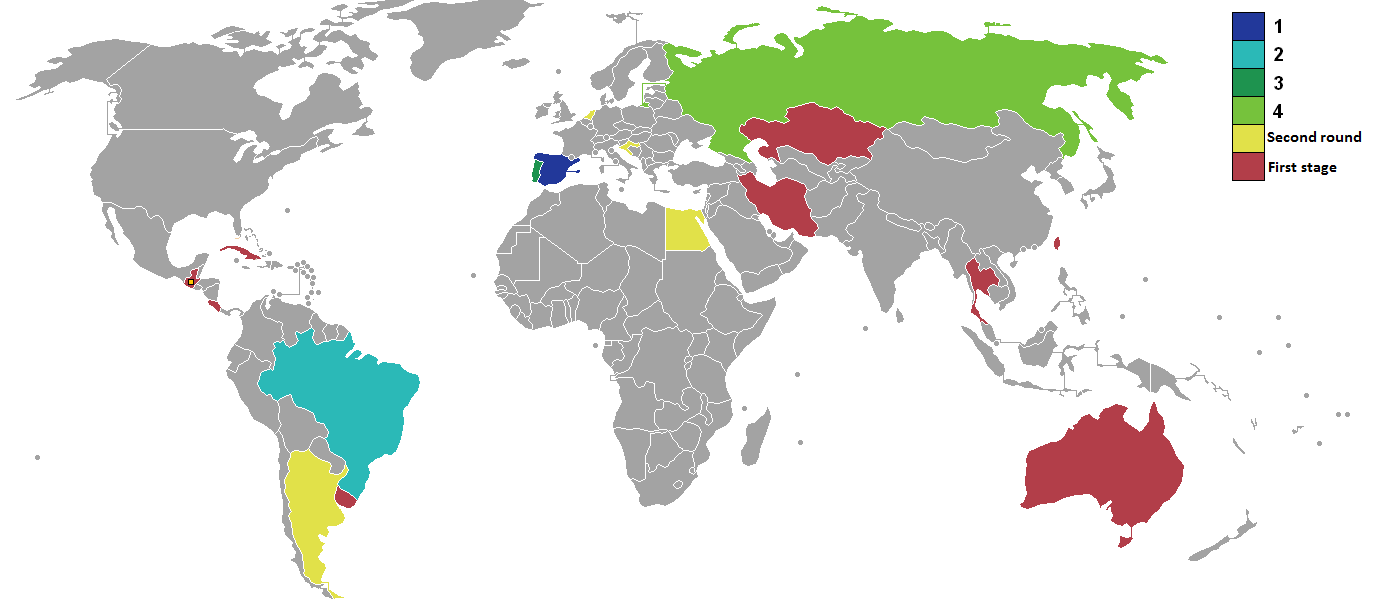
Mapa según los resultados del torneo.

### Grupo A
| Equipo     | Pts | PJ | PG | PE | PP | GF | GC | Dif |
| ---------- | --- | -- | -- | -- | -- | -- | -- | --- |
| Brasil     | 9   | 3  | 3  | 0  | 0  | 45 | 3  | +42 |
| Portugal   | 6   | 3  | 2  | 0  | 1  | 12 | 8  | +4  |
| Guatemala  | 3   | 3  | 1  | 0  | 2  | 10 | 40 | -30 |
| Kazajistán | 0   | 3  | 0  | 0  | 3  | 8  | 24 | -16 |

| 18 de noviembre de 2000, 14:00 | Guatemala           | 2:6 (0:3) | Portugal                                                  | Domo Polideportivo, Guatemala                         |                                                       |
|                                | - 34' 38' F. García | Reporte   | - 11' 32' 36' André - 15' Arnaldo - 18' Majó - 39' Nelito | Asistencia: 7320 espectadores Árbitro(s): Walter Arce | Asistencia: 7320 espectadores Árbitro(s): Walter Arce |

| 18 de noviembre de 2000, 16:00 | Brasil | 12:1 (5:1) | Kazajistán       | Domo Polideportivo, Guatemala                           |                                                         |
|                                | - 1' 26' 31' M. Tobias - 5' 9' Lenísio - 13' 14' Schumacher - 24' 29' Vander - 34' 40' Índio - 38' Falcão | Reporte    | - 10' Baimuratov | Asistencia: 7320 espectadores Árbitro(s): Perry Gautier | Asistencia: 7320 espectadores Árbitro(s): Perry Gautier |

| 21 de noviembre de 2000, 18:00 | Portugal | 0:4 (0:0) | Brasil                                        | Domo Polideportivo, Guatemala                           |                                                         |
|                                |          | Reporte   | - 28' Vander - 34' Anderson - 36' 38' Lenísio | Asistencia: 7254 espectadores Árbitro(s): Carlo Servino | Asistencia: 7254 espectadores Árbitro(s): Carlo Servino |

| 21 de noviembre de 2000, 20:00 | Kazajistán                                             | 5:6 (2:3) | Guatemala                                          | Domo Polideportivo, Guatemala                          |                                                        |
|                                | - 14' 38' Yussupov - 16' 31' Baimuratov - 32' Linevich | Reporte   | - 2' 10' 28' 32' De Mata - 13' Rojas - 40' Acevedo | Asistencia: 7254 espectadores Árbitro(s): Félix Chávez | Asistencia: 7254 espectadores Árbitro(s): Félix Chávez |

| 23 de noviembre de 2000, 14:00 | Portugal                                                   | 6:2 (3:0) | Kazajistán                     | Gimnasio Teodoro Palacios Flores, Guatemala             |                                                         |
|                                | - 9' 18' Arnaldo - 13' 28' Nelito - 37' M. Mota - 38' Majó | Reporte   | - 28' Baimuratov - 32' Lukonin | Asistencia: 3283 espectadores Árbitro(s): Seyed Moosabi | Asistencia: 3283 espectadores Árbitro(s): Seyed Moosabi |

| 23 de noviembre de 2000, 14:00 | Guatemala                  | 2:29 (0:12) | Brasil | Domo Polideportivo, Guatemala                                   |                                                                 |
|                                | - 30' F. García - 32' Ruiz | Reporte     | - 3' 6' 31' 32' Fininho - 3' Lenísio - 5' 6' 8' 20' 34' 38' M. Tobias - 8' 12' 35' Schumacher - 13' 33' Falcão - 15' 34' Índio - 16' Almir - 27' 40' Joan - 37' 38' 40' Anderson - 38' 39' 40' Vander | Asistencia: 7272 espectadores Árbitro(s): Mohamed Ibrahim Farag | Asistencia: 7272 espectadores Árbitro(s): Mohamed Ibrahim Farag |

### Grupo B
| Equipo       | Pts | PJ | PG | PE | PP | GF | GC | Dif |
| ------------ | --- | -- | -- | -- | -- | -- | -- | --- |
| Países Bajos | 9   | 3  | 3  | 0  | 0  | 14 | 5  | +9  |
| Egipto       | 6   | 3  | 2  | 0  | 1  | 14 | 7  | +7  |
| Uruguay      | 3   | 3  | 1  | 0  | 2  | 7  | 8  | -1  |
| Tailandia    | 0   | 3  | 0  | 0  | 3  | 2  | 17 | -15 |

| 20 de noviembre de 2000, 18:00 | Uruguay                                  | 4:1 (2:1) | Tailandia        | Domo Polideportivo, Guatemala                            |                                                          |
|                                | - 12' Claudio - 15' 25' Nico - 37' Pablo | Reporte   | - 18' P. Piemkum | Asistencia: 3920 espectadores Árbitro(s): Adrian Tamplin | Asistencia: 3920 espectadores Árbitro(s): Adrian Tamplin |

| 20 de noviembre de 2000, 20:00 | Egipto                                | 3:5 (0:4) | Países Bajos                                                | Domo Polideportivo, Guatemala                            |                                                          |
|                                | - 26' Arafa - 35' Youssef - 35' Nader | Reporte   | - 5' Talha - 11' 35' Lettinck - 16' Leatemia - 16' Marechal | Asistencia: 3920 espectadores Árbitro(s): Carlos Del Cid | Asistencia: 3920 espectadores Árbitro(s): Carlos Del Cid |

| 22 de noviembre de 2000, 18:00 | Tailandia | 0:7 (0:2) | Egipto                                                               | Domo Polideportivo, Guatemala                        |                                                      |
|                                |           | Reporte   | - 5' 18' 38' Sayed - 25' Morsy - 37' Mahmoud - 38' Arafa - 38' Nader | Asistencia: 4152 espectadores Árbitro(s): Yaya Djiba | Asistencia: 4152 espectadores Árbitro(s): Yaya Djiba |

| 22 de noviembre de 2000, 20:00 | Países Bajos                      | 3:1 (1:0) | Uruguay    | Domo Polideportivo, Guatemala                        |                                                      |
|                                | - 16' 21' Lettinck - 32' Marechal | Reporte   | - 36' Nico | Asistencia: 4152 espectadores Árbitro(s): Ivan Novak | Asistencia: 4152 espectadores Árbitro(s): Ivan Novak |

| 23 de noviembre de 2000, 16:00 | Países Bajos                                                            | 6:1 (2:0) | Tailandia       | Gimnasio Teodoro Palacios Flores, Guatemala              |                                                          |
|                                | - 13' Tjaden - 19' Leatemia - 27' 34' Lettinck - 29' Talha - 32' Biloro | Reporte   | - 29' Y. Polsak | Asistencia: 3283 espectadores Árbitro(s): Antonin Herzog | Asistencia: 3283 espectadores Árbitro(s): Antonin Herzog |

| 23 de noviembre de 2000, 16:00 | Egipto                                         | 4:2 (2:0) | Uruguay                      | Domo Polideportivo, Guatemala                           |                                                         |
|                                | - 3' Arafa - 20' Nader - 28' Sayed - 32' Sabri | Reporte   | - 39' Pablo - 39' M.H. Reyno | Asistencia: 7272 espectadores Árbitro(s): Carlo Servino | Asistencia: 7272 espectadores Árbitro(s): Carlo Servino |

### Grupo C
| Equipo     | Pts | PJ | PG | PE | PP | GF | GC | Dif |
| ---------- | --- | -- | -- | -- | -- | -- | -- | --- |
| Rusia      | 9   | 3  | 3  | 0  | 0  | 20 | 4  | +16 |
| Croacia    | 6   | 3  | 2  | 0  | 1  | 12 | 5  | +7  |
| Costa Rica | 3   | 3  | 1  | 0  | 2  | 8  | 12 | -4  |
| Australia  | 0   | 3  | 0  | 0  | 3  | 3  | 22 | -19 |

| 19 de noviembre de 2000, 14:00 | Rusia                                                       | 4:2 (0:0) | Croacia                       | Gimnasio Teodoro Palacios Flores, Guatemala                      |                                                                  |
|                                | - 24' Markin - 32' Eremenko - 33' Agaphonov - 40' Alekberov | Reporte   | - 35' Martic - 38' Dervisagic | Asistencia: 2356 espectadores Árbitro(s): Sergio Ricardo Camanho | Asistencia: 2356 espectadores Árbitro(s): Sergio Ricardo Camanho |

| 19 de noviembre de 2000 16:00 | Australia                   | 2:6 (1:2) | Costa Rica                                                        | Gimnasio Teodoro Palacios Flores, Guatemala              |                                                          |
|                               | - 15' Amendiola - 38' Macor | Reporte   | - 16' Valverde - 19' 24' Juárez - 33' 36' Innecken - 40' Carvajal | Asistencia: 2356 espectadores Árbitro(s): Antonin Herzog | Asistencia: 2356 espectadores Árbitro(s): Antonin Herzog |

| 20 de noviembre de 2000, 18:00 | Costa Rica     | 1:6 (0:4) | Rusia                                                                 | Gimnasio Teodoro Palacios Flores, Guatemala               |                                                           |
|                                | - 27' Carvajal | Reporte   | - 3' 15' Tkachuk - 4' Bely - 6' Alekberov - 33' Eremenko - 39' Markin | Asistencia: 1923 espectadores Árbitro(s): Po On Andy Wong | Asistencia: 1923 espectadores Árbitro(s): Po On Andy Wong |

| 21 de noviembre de 2000, 20:00 | Croacia                                                      | 6:0 (3:0) | Australia | Gimnasio Teodoro Palacios Flores, Guatemala             |                                                         |
|                                | - 5' 16' Martic - 13' 35' Grdovic - 25' Delpont - 34' Culjak | Reporte   |           | Asistencia: 1923 espectadores Árbitro(s): Fusaya Suzuki | Asistencia: 1923 espectadores Árbitro(s): Fusaya Suzuki |

| 23 de noviembre de 2000, 18:00 | Croacia                                            | 4:1 (2:0) | Costa Rica     | Gimnasio Teodoro Palacios Flores, Guatemala                         |                                                                     |
|                                | - 4' Eklic - 9' Grdovic - 26' Martic - 40' Tomicic | Reporte   | - 40' Valverde | Asistencia: 3283 espectadores Árbitro(s): Francisco Salinas Ramírez | Asistencia: 3283 espectadores Árbitro(s): Francisco Salinas Ramírez |

| 23 de noviembre de 2000, 18:00 | Rusia | 10:1 (4:1) | Australia      | Domo Polideportivo, Guatemala                                       |                                                                     |
|                                | - 15' Alekberov - 15' Verzihnikov - 18' 40' Chugunov - 19' Eremenko - 22' Kupterskov - 34' Bely - 36' 40' Shcuchko - 37' Tkachuk | Reporte    | - 1' Aitchison | Asistencia: 7272 espectadores Árbitro(s): Alexander Alfaro Gallardo | Asistencia: 7272 espectadores Árbitro(s): Alexander Alfaro Gallardo |

### Grupo D
| Equipo    | Pts | PJ | PG | PE | PP | GF | GC | Dif |
| --------- | --- | -- | -- | -- | -- | -- | -- | --- |
| España    | 9   | 3  | 3  | 0  | 0  | 19 | 2  | +17 |
| Argentina | 6   | 3  | 2  | 0  | 1  | 10 | 5  | +5  |
| Irán      | 3   | 3  | 1  | 0  | 2  | 6  | 9  | -3  |
| Cuba      | 0   | 3  | 0  | 0  | 3  | 1  | 20 | -19 |

| 20 de noviembre de 2000, 18:00 | Cuba | 0:9 (0:3) | España                                                                                                  | Gimnasio Teodoro Palacios Flores, Guatemala                              |                                                                          |
|                                |      | Reporte   | - 2' 33' J. Rodríguez - 4' Julio - 4' Joan - 24' 27' Riquer - 32' Paulo Roberto - 36' Orol - 39' Daniel | Asistencia: 2900 espectadores Árbitro(s): Martinus A. M. Van Den Bekerom | Asistencia: 2900 espectadores Árbitro(s): Martinus A. M. Van Den Bekerom |

| 20 de noviembre de 2000, 20:00 | Irán               | 1:2 (1:0) | Argentina                  | Gimnasio Teodoro Palacios Flores, Guatemala                         |                                                                     |
|                                | - 19' K. Mohammadi | Reporte   | - 29' Sánchez - 30' Monaco | Asistencia: 2900 espectadores Árbitro(s): Francisco Salinas Ramírez | Asistencia: 2900 espectadores Árbitro(s): Francisco Salinas Ramírez |

| 22 de noviembre de 2000, 18:00 | Argentina                                                              | 8:1 (2:1) | Cuba          | Gimnasio Teodoro Palacios Flores, Guatemala           |                                                       |
|                                | - 5' 32' Sánchez - 8' 38' 40' Monaco - 25' Tallaferro - 26' 33' Planas | Reporte   | - 2' Kindelan | Asistencia: 2977 espectadores Árbitro(s): Pedro Galán | Asistencia: 2977 espectadores Árbitro(s): Pedro Galán |

| 22 de noviembre de 2000, 20:00 | España                                                                                    | 7:2 (6:0) | Irán                               | Gimnasio Teodoro Palacios Flores, Guatemala           |                                                       |
|                                | - 1' (a.g.) 15' (a.g.) A. Farashi - 3' Daniel - 15' 18' Joan - 19' Julio - 34' J. Sánchez | Reporte   | - 35' A. B. Bashi - 40' M. Moeeini | Asistencia: 2977 espectadores Árbitro(s): Walter Arce | Asistencia: 2977 espectadores Árbitro(s): Walter Arce |

| 23 de noviembre de 2000, 20:00 | Irán                                                     | 3:0 (1:0) | Cuba | Domo Polideportivo, Guatemala                                    |                                                                  |
|                                | - 13' V. Shamsaee - 22' S. Dadashi - 29' M. R. Heidarian | Reporte   |      | Asistencia: 7272 espectadores Árbitro(s): Sergio Ricardo Camanho | Asistencia: 7272 espectadores Árbitro(s): Sergio Ricardo Camanho |

| 23 de noviembre de 2000, 20:00 | Argentina | 0:3 (0:0) | España                              | Gimnasio Teodoro Palacios Flores, Guatemala             |                                                         |
|                                |           | Reporte   | - 35' 37' J. Rodríguez - 39' Daniel | Asistencia: 3283 espectadores Árbitro(s): Perry Gautier | Asistencia: 3283 espectadores Árbitro(s): Perry Gautier |

## Segunda ronda

### Grupo A
| Equipo    | Pts | PJ | PG | PE | PP | GF | GC | Dif |
| --------- | --- | -- | -- | -- | -- | -- | -- | --- |
| Brasil    | 9   | 3  | 3  | 0  | 0  | 22 | 7  | +15 |
| Rusia     | 3   | 3  | 1  | 0  | 2  | 13 | 13 | 0   |
| Egipto    | 3   | 3  | 1  | 0  | 2  | 13 | 20 | -7  |
| Argentina | 3   | 3  | 1  | 0  | 2  | 6  | 14 | -8  |

| 26 de noviembre de 2000, 14:00 | Rusia                                                                                     | 7:1 (1:1) | Argentina   | Domo Polideportivo, Guatemala                        |                                                      |
|                                | - 18' Bely - 28' Markin - 36' 38' Verzihnikov - 39' Malishev - 39' Tkachuk - 39' Eremenko | Reporte   | 5' González | Asistencia: 7285 espectadores Árbitro(s): Ivan Novak | Asistencia: 7285 espectadores Árbitro(s): Ivan Novak |

| 26 de noviembre de 2000, 16:00 | Brasil | 12:4 (4:1) | Egipto                                         | Domo Polideportivo, Guatemala                           |                                                         |
|                                | - 3' Lenísio - 4' Fininho - 10' 24' 30' M. Tobias - 13' 37' Schumacher - 23' Anderson - 30' 37' Vander - 33' 39' Falcão | Reporte    | - 4' Sabry - 23' Arafa - 39' Samir - 39' Tamer | Asistencia: 7285 espectadores Árbitro(s): Perry Gautier | Asistencia: 7285 espectadores Árbitro(s): Perry Gautier |

| 27 de noviembre de 2000, 18:00 | Egipto                                                        | 6:4 (4:3) | Rusia                                                    | Domo Polideportivo, Guatemala                             |                                                           |
|                                | - 2' Nader - 4' Arafa - 8' Samir - 8' 36' Mahmoud - 38' Sayed | Reporte   | - 6' Eremenko - 19' Agaphonov - 19' Alekberov - 39' Bely | Asistencia: 7350 espectadores Árbitro(s): Po On Andy Wong | Asistencia: 7350 espectadores Árbitro(s): Po On Andy Wong |

| 27 de noviembre de 2000, 20:00 | Argentina    | 1:4 (0:2) | Brasil                                                      | Domo Polideportivo, Guatemala                         |                                                       |
|                                | - 24' Monaco | Reporte   | - 12' M. Tobias - 17' Vander - 34' Fininho - 37' Schumacher | Asistencia: 7350 espectadores Árbitro(s): Pedro Galán | Asistencia: 7350 espectadores Árbitro(s): Pedro Galán |

| 29 de noviembre de 2000, 18:00 | Egipto                     | 3:4 (2:2) | Argentina                                   | Domo Polideportivo, Guatemala                            |                                                          |
|                                | - 9' Sayed - 19' 38' Arafa | Reporte   | - 7' 20' Garcias - 22' Petillo - 27' Planas | Asistencia: 7378 espectadores Árbitro(s): Adrian Tamplin | Asistencia: 7378 espectadores Árbitro(s): Adrian Tamplin |

| 29 de noviembre de 2000, 20:00 | Brasil                                                            | 6:2 (5:0) | Rusia                          | Domo Polideportivo, Guatemala                           |                                                         |
|                                | - 9' 12' 20' M. Tobias - 12' Schumacher - 17' Anderson - 34' Joan | Reporte   | - 27' Alekberov - 27' Malyshev | Asistencia: 7378 espectadores Árbitro(s): Seyed Moosavi | Asistencia: 7378 espectadores Árbitro(s): Seyed Moosavi |

### Grupo B
| Equipo       | Pts | PJ | PG | PE | PP | GF | GC | Dif |
| ------------ | --- | -- | -- | -- | -- | -- | -- | --- |
| España       | 9   | 3  | 3  | 0  | 0  | 15 | 1  | +14 |
| Portugal     | 6   | 3  | 2  | 0  | 1  | 7  | 5  | +2  |
| Croacia      | 3   | 3  | 1  | 0  | 2  | 6  | 10 | -4  |
| Países Bajos | 0   | 3  | 0  | 0  | 3  | 3  | 15 | -12 |

| 25 de noviembre de 2000, 14:00 | Países Bajos        | 1:3 (0:0) | Portugal                                      | Domo Polideportivo, Guatemala                          |                                                        |
|                                | - 40' Langenhuijsen | Reporte   | - 28' Arnaldo - 40' Pedro Costa - 40' Vitinha | Asistencia: 6930 espectadores Árbitro(s): Félix Chávez | Asistencia: 6930 espectadores Árbitro(s): Félix Chávez |

| 25 de noviembre de 2000, 16:00 | España                                                          | 5:0 (3:0) | Croacia | Domo Polideportivo, Guatemala                         |                                                       |
|                                | - 1' Daniel - 4' J. Rodríguez - 12' Joan - 27' Julio - 31' Kike | Reporte   |         | Asistencia: 6930 espectadores Árbitro(s): Walter Arce | Asistencia: 6930 espectadores Árbitro(s): Walter Arce |

| 26 de noviembre de 2000, 18:00 | Croacia                                | 5:2 (3:1) | Países Bajos           | Domo Polideportivo, Guatemala                           |                                                         |
|                                | - 2' 22' 40' Tomicic - 12' 19' Grdovic | Reporte   | - 4' 30' Langenhuijsen | Asistencia: 7285 espectadores Árbitro(s): Carlo Servino | Asistencia: 7285 espectadores Árbitro(s): Carlo Servino |

| 26 de noviembre de 2000, 20:00 | Portugal     | 1:3 (0:2) | España                                         | Domo Polideportivo, Guatemala                                       |                                                                     |
|                                | - 24' Nelito | Reporte   | - 1' J. Rodríguez - 2' Daniel - 23' J. Sánchez | Asistencia: 7285 espectadores Árbitro(s): Francisco Salinas Ramírez | Asistencia: 7285 espectadores Árbitro(s): Francisco Salinas Ramírez |

| 28 de noviembre de 2000, 18:00 | Portugal                             | 3:1 (0:0) | Croacia     | Domo Polideportivo, Guatemala                                    |                                                                  |
|                                | - 23' Arnaldo - 24' André - 39' Majó | Reporte   | - 37' Eklic | Asistencia: 7183 espectadores Árbitro(s): Sergio Ricardo Camanho | Asistencia: 7183 espectadores Árbitro(s): Sergio Ricardo Camanho |

| 28 de noviembre de 2000, 20:00 | Países Bajos | 0:7 (0:1) | España                                                             | Domo Polideportivo, Guatemala                                       |                                                                     |
|                                |              | Reporte   | - 3' 28' Daniel - 26' 28' Julio - 32' 38' Paulo Roberto - 35' Kike | Asistencia: 7183 espectadores Árbitro(s): Alexander Alfaro Gallardo | Asistencia: 7183 espectadores Árbitro(s): Alexander Alfaro Gallardo |

## Fase final

### Cuadro de desarrollo
|  | Semifinales | Semifinales |        |        | Final        | Final        |  |
|  |             |             |        |        |              |              |  |
|  |             |             |        |        |              |              |  |
|  | Brasil      | 8           |        |        |              |              |  |
|  | Brasil      | 8           |        |        |              |              |  |
|  | Portugal    | 0           |        |        |              |              |  |
|  | Portugal    | 0           |        | Brasil | 3            |              |  |
|  |             |             |        | Brasil | 3            |              |  |
|  |             |             | España | 4      |              |              |  |
|  | España      | 3           | España | 4      |              |              |  |
|  | España      | 3           |        |        |              |              |  |
|  | Rusia       | 2           |        |        | Tercer lugar | Tercer lugar |  |
|  | Rusia       | 2           |        |        | Tercer lugar | Tercer lugar |  |
|  |             |             |        |        |              |              |  |
|  |             |             |        |        | Portugal     | 4            |  |
|  |             |             |        |        | Portugal     | 4            |  |
|  |             |             |        |        | Rusia        | 2            |  |
|  |             |             |        |        | Rusia        | 2            |  |
|  |             |             |        |        |              |              |  |

### Semifinales
| 1 de diciembre de 2000, 16:00 | España                               | 3:2 (1:1) | Rusia                | Domo Polideportivo, Guatemala                                       |                                                                     |
|                               | - 15' Paulo Roberto - 23' 39' Daniel | Reporte   | - 2' 38' Verzihnikov | Asistencia: 7128 espectadores Árbitro(s): Francisco Salinas Ramírez | Asistencia: 7128 espectadores Árbitro(s): Francisco Salinas Ramírez |

| 1 de diciembre de 2000, 18:00 | Brasil                                                                                              | 8:0 (3:0) | Portugal | Domo Polideportivo, Guatemala                          |                                                        |
|                               | - 3' 39' M. Tobias - 14' Schumacher - 17' André - 28' Vander - 31' Almir - 37' Índio - 40' Anderson | Reporte   |          | Asistencia: 7128 espectadores Árbitro(s): Félix Chávez | Asistencia: 7128 espectadores Árbitro(s): Félix Chávez |

### Tercer Puesto
| 3 de diciembre de 2000, 16:30 | Rusia                           | 2:4 (2:1) | Portugal                                     | Domo Polideportivo, Guatemala                         |                                                       |
|                               | - 5' Agaphonov - 10' Kupterskov | Reporte   | - 15' Vitinha - 27' 28' Majó - 38' R. Santos | Asistencia: 7568 espectadores Árbitro(s): Pedro Galán | Asistencia: 7568 espectadores Árbitro(s): Pedro Galán |

### Final
| 3 de diciembre de 2000, 18:30 | España                                          | 4:3 (2:1) | Brasil                                          | Domo Polideportivo, Guatemala                        |                                                      |
|                               | - 2' Daniel - 20' J. Sánchez - 39' J. Rodríguez | Reporte   | - 18' Anderson - 30' Manoel Tobias - 35' Vander | Asistencia: 7568 espectadores Árbitro(s): Ivan Novak | Asistencia: 7568 espectadores Árbitro(s): Ivan Novak |

| Campeón España 1.er Título |

## Estadísticas

### Medallero
|        |        |          |
| España | Brasil | Portugal |

### Tabla general
A continuación se muestra la tabla de posiciones segmentada acorde a las fases alcanzadas por los equipos.
| Pos. | Equipo       | Pts | PJ | PG | PE | PP | GF | GC | Dif. | Dif   |
| ---- | ------------ | --- | -- | -- | -- | -- | -- | -- | ---- | ----- |
| 1    | España       | 24  | 8  | 8  | 0  | 0  | 41 | 8  | +33  | 100%  |
| 2    | Brasil       | 21  | 8  | 7  | 0  | 1  | 78 | 14 | +64  | 87,5% |
| 3    | Portugal     | 15  | 8  | 5  | 0  | 3  | 23 | 23 | 0    | 62,5% |
| 4    | Rusia        | 12  | 8  | 4  | 0  | 4  | 37 | 24 | +13  | 50%   |
| 5    | Croacia      | 9   | 6  | 3  | 0  | 3  | 18 | 15 | +3   | 50%   |
| 6    | Egipto       | 9   | 6  | 3  | 0  | 3  | 27 | 27 | 0    | 50%   |
| 7    | Países Bajos | 9   | 6  | 3  | 0  | 3  | 17 | 20 | -3   | 50%   |
| 8    | Argentina    | 9   | 6  | 3  | 0  | 3  | 16 | 19 | -3   | 50%   |
| 9    | Uruguay      | 3   | 3  | 1  | 0  | 2  | 7  | 8  | -1   | 33,3% |
| 10   | Irán         | 3   | 3  | 1  | 0  | 2  | 6  | 9  | -3   | 33,3% |
| 11   | Costa Rica   | 3   | 3  | 1  | 0  | 2  | 8  | 12 | -4   | 33,3% |
| 12   | Guatemala    | 3   | 3  | 1  | 0  | 2  | 10 | 40 | -30  | 33,3% |
| 13   | Tailandia    | 0   | 3  | 0  | 0  | 3  | 2  | 17 | -15  | 0%    |
| 14   | Kazajistán   | 0   | 3  | 0  | 0  | 3  | 8  | 24 | -16  | 0%    |
| 15   | Australia    | 0   | 3  | 0  | 0  | 3  | 3  | 22 | -19  | 0%    |
| 16   | Cuba         | 0   | 3  | 0  | 0  | 3  | 1  | 20 | -19  | 0%    |

## Premios y reconocimientos

### Bota de Oro
| Jugador        | Selección | Goles |
| -------------- | --------- | ----- |
| Manoel Tobias  | Brasil    | 19    |
| Vander         | Brasil    | 11    |
| Schumacher     | Brasil    | 10    |
| Daniel         | España    | 10    |
| Anderson       | Brasil    | 8     |
| Javi Rodríguez | España    | 8     |

### Balón de Oro
| Jugador       | Selección |
| ------------- | --------- |
| Manoel Tobias | Brasil    |
| Schumacher    | Brasil    |
| Daniel        | España    |

### Premio Fair Play
Selección de fútbol sala de Brasil